# Амга (річка)
Амга́ (якут. Амма) — річка в Російській Федерації в Якутії, ліва притока Алдану. Належить до басейну Моря Лаптєвих.

## Географія
Має витоки на північних схилах Алданського нагір'я і тече плоскогір'ям, яке має висоти 600–1000 м. Нижня частина басейну — у межах Центральноякутської низовини. Довжина 1 462 км, площа басейну 69 300 км².
На всьому протязі нахил незначний, річище звивисте, особливо в нижній частині. Впадає в Алдан за 407 км від його гирла. Середня витрата води, біля села Терют, становить 178 м³/с. В басейні річки понад 5,5 тисяч озер загальною площею 101 км².
Басейн Амги лежить в зоні багаторічної мерзлоти. Живлення снігове і дощове. Скресає в травні, замерзає в жовтні. Дуже висока весняна повінь — підйом води сягає більше 7 метрів, часті літні паводки і дуже низький зимовий стік. У нижній течії судноплавна на ділянці довжиною до 472 км від гирла.

## Основні притоки
Річка налічує біля двох сотень різноманітних приток. Найбільші із них (від витоку до гирла)::
- ліві: Силгилиир (довжина — 149 км, сточище — 1 920 км², відстань від гирла Амги — 811 км), Тітіиктеех (133 км, 1 140 км², 787 км), Мундуруччу (168 км, 3 280 км², 723 км), Боруулаах (146 км, 1 370 км², 678 км).
- праві: Біеліме (133 км, 2 400 км², 550 км).

## Гідрологія
Середньомісячні витрати води в річці (м³/с) на метеостанції Амга () з 1935 по 1999 рік: